# The After
The After este un episod-pilot american științifico-fantastic scris și regizat de creatorul Dosarelor X Chris Carter pentru Amazon Studios.  Alături de Bosch, este unul dintre cele două episoade-pilot dramatice produse de Amazon și oferite pentru vizualizare online la începutul anului 2014. Spectatorii vor avea posibilitatea să-și exprime părerea despre acest episod-pilot înainte ca studioul să decidă dacă va exista o continuare a serialului. Episodul-pilot a fost contractat în august 2013. Din 6 februarie 2014, Amazon oferă gratis episodul online pentru vizionare.

## Premiză
Deși mare parte a scenariului viitorului (posibil) serial este păstrată în secret, Amazon descrie serialul ca pe o dramă post-apocaliptică care prezintă povestea a opt străini care trebuie să lucreze împreună pentru a supraviețui într-o lume nouă, violentă și imprevizibilă.

## Distribuție
- Aldis Hodge ca Dee[5]
- Andrew Howard ca McCormack[6]
- Arielle Kebbel ca Tammy[6]
- Jamie Kennedy ca Dave[5]
- Sharon Lawrence ca Francis[6]
- Sam Littlefield ca Dark Shadow[7]
- Louise Monot ca Gigi[7]
- Jaina Lee Ortiz ca Marly Gonzalez[6]
- Adrian Pasdar ca Wade[5]

## Legături exterve
- The After la Internet Movie Database
- http://subtitrari.regielive.ro/the-after-23121/